# Musica in dialetto tarantino
Per musica in dialetto tarantino si intende l'insieme della produzione musicale in dialetto tarantino, di taglio folkloristico-popolare o di estrazione più colta, che nel corso dei secoli ha contraddistinto il panorama culturale di Taranto.

## Origini
Sin dal Duecento la popolarità tradizionale di Taranto fu riconosciuta, assieme a quella della Scuola musicale napoletana, come una delle più belle ed armoniose. Proprio il XIII secolo vide l'affermarsi della canzone popolare, tanto che Federico II emanò nel 1221 un decreto che proibì, a Taranto come a Napoli, le serenate pubbliche che infastidivano i cittadini.
Nel Trecento vi fu uno straordinario aumento di sonetti, ballate e cantiche di valore pregiato che Giovanni Boccaccio le descrisse nel suo Decameron. Altro grande compositore di liriche fu il tarantino Emilio Consiglio, le cui canzoni furono raccolte da Vito Forleo. Tra di esse, un insieme di composizioni di grande impatto sono i canti di Fiorenzo e Ardelia, che fanno da sfondo a una storia d'amore ambientata a Taranto fra dolci note di serenate d'amore che nella notte lasciavano un'eco.
Uno svolta importante si ebbe nel Quattrocento, quando Re Alfonso V di Aragona istituì nella sua corte la prima scuola musicale, creando una frattura tra polifonia, colta e di tradizione popolare, e musica accattivante e ripetitiva.
Il rifacimento di Francesco Berni dell'Orlando innamorato, scritto nel 1476 da Matteo Maria Boiardo, riporta notizie su come in Puglia la gente fosse solita ballare e suonare per giorni e notti, onde scongiurare la morte di chi veniva morso da una tarantola. È il nascere del tradizionale ballo della taranta, frenetico e sconnesso, visto più come una forma d'esorcismo tramite il quale la vittima pizzicata dal ragno poteva liberarsi del suo veleno. Oggi, la taranta e la pizzeca-pizzeca sono i balli più antichi della città di Taranto, ma ancora ampiamente ballati nelle feste popolari.

## Età moderna e contemporanea
La seconda metà nel XVII secolo vide un riaffiorare a Taranto delle serenate d'amore; Pietro Palumbo scrive in quegli anni Torre di Taranto, un'opera in cui il nobile Orazio Tripaldi, giungeva in barca e sotto la luna nei pressi del Ponte di Porta Napoli, cantando una serenata a Beatrice, figlia del castellano di Taranto Don Martino Conzillos.
Nel XIX secolo la musica popolare tarantina raggiunse l'apice della sua diffusione. Tra le centinaia di canzoni e autori, spicca Salvatore Di Giacomo, famoso per la sua Nannì musicata da Mario Pasquale Costa nel 1882. In quel periodo vi fu un altro grande successo, la Canzone di Pipijele, una tiritera in vernacolo che narra la storia di un personaggio vissuto a Taranto nella prima metà dell'Ottocento. Pipijele era un mitilicoltore fidanzato con una popolana, la quale un giorno gli preparò una focaccia così ben lievitata ed invitante che Pepijele non resistette alla tentazione di mostrarla ai suoi compagni di lavoro per farli morire d'invidia. Approfittando di un momento di distrazione di Pipijele, i suoi amici mangiarono la focaccia, mandando la sua fidanzata su tutte le furie. La madre di Pipijele, vedendo il figlio incapace di reagire, intervenne dicendo che il figlio non assaggiò nemmeno un pezzo di quella focaccia. La Canzone di Pipijele fu vincitrice del Festival di Piedigrotta nel 1913, cantata da Sante Scialpi nel Teatro Politeama Alhambra.
La canzone popolare tarantina è da sempre legata a quella napoletana, per eccellenza le due città del regno. In occasione della visita a Taranto del re Umberto I, il compositore tarantino Mario Pasquale Costa insieme ai napoletani Peppino Turco e Roberto Bracco, compose e musicò la canzone Tarantì Tarantella, eseguita per la prima volta il 21 agosto 1889 in onore del re sul Mar Piccolo, che per l'occasione fu decorato con fiori e lampioni colorati. La canzone ebbe un successo tale che alla fine della sua interpretazione fu bissata per quattro volte, trasportando anche i reali di Casa Savoia ad intonare alcune celebri note:

A' Taranto 'nce stanne
nu mare peccerille
e n'autro granne.
La terra 'ntra li duje
pare che da' vasille
e se ne fuje.
Taranti' Taranti' Tarantelle
sti' mare belle! sti' mare belle!
Dalla fine dell'Ottocento, la musica popolare tarantina si affolla di artisti e musicisti come Emilio Consiglio e Liborio Tebano, che si susseguono in un vorticoso scenario di tradizionalità e folklore che, pur nella riduzione dell'uso del dialetto, ha consentito di mantenere viva la tradizione musicale cittadina nella seconda metà del XX° secolo, quando si sono tenute manifestazioni come la "Festa della Canzone", il "Festival della canzone tarantina" e il "Campanile d'oro", e fino ad oggi.